# Jonas Andersson i Hoberg
Jonas Andersson i riksdagen kallad Andersson i Hoberg, född 16 juli 1832 i Algutstorps församling, Älvsborgs län, död 1 september 1903 i Borås (folkbokförd i Ullasjö församling, Älvsborgs län), var en svensk lantbrukare, hemmansägare och politiker. Han var hemmansägare i Vårgårda i Älvsborgs län och sedan i Haldarp i samma län.
Andersson var ledamot av riksdagens andra kammare 1875 samt 1891–1894, invald i Vättle, Ale och Kullings domsagas valkrets i Älvsborgs län. Han tillhörde Lantmannapartiet 1875 och Nya lantmannapartiet 1891–1894.